# Alexander Baumgarten (skådespelare)
Alexander Baumgarten, eg Alexander von Baumgarten, född 12 augusti 1884, död 3 februari 1959 i Oscars församling, Stockholm,  var en svensk skådespelare.
Baumgarten är begravd på Skogskyrkogården i Stockholm.

## Filmografi
- 1945 – Blåjackor
- 1945 – Galgmannen
- 1946 – Pengar - en tragikomisk saga
- 1946 – Ballongen
- 1947 – Tappa inte sugen
- 1947 – Pappa sökes
- 1948 – Främmande hamn
- 1948 – Loffe som miljonär
- 1949 – Lattjo med Boccaccio
- 1949 – Sjösalavår
- 1949 – Stora Hoparegränd och himmelriket
- 1950 – Sånt händer inte här
- 1950 – Regementets ros
- 1950 – Motorkavaljerer
- 1950 – Loffe blir polis
- 1950 – Kyssen på kryssen
- 1951 – Tull-Bom
- 1951 – Kvinnan bakom allt
- 1951 – Det var en gång en sjöman
- 1951 – Spöke på semester
- 1951 – Foreign Intrigue (TV-serie)
- 1952 – Kalle Karlsson från Jularbo
- 1952 – Hon kom som en vind
- 1953 – I dur och skur
- 1953 – Barabbas
- 1954 – Café Lunchrasten
- 1954 – Skrattbomben
- 1954 – Flottans glada gossar
- 1956 – Sjunde himlen
- 1957 – Far till sol och vår
- 1957 – Blondin i fara
- 1958 – Flottans överman

### Fotnoter
1. 1 2 3 4  Sveriges dödbok 1901–2009, DVD‐ROM, Version 5.00, Sveriges Släktforskarförbund (2010): Baumgarten, Alexander
2. ↑  ”Alexander Baumgarten”. Svensk Filmdatabas. http://www.sfi.se/sv/svensk-filmdatabas/Item/?type=PERSON&itemid=62082&ref=%2ftemplates%2fSwedishFilmSearchResult.aspx%3fid%3d1225%26epslanguage%3dsv%26searchword%3dAlexander+Baumgarten%26type%3dPerson%26match%3dBegin%26page%3d1%26prom%3dFalse. Läst 27 september 2012.
3. ↑  SvenskaGravar